# Nastri d'argento 2011
La cerimonia di premiazione della 66ª edizione dei Nastri d'argento si è svolta il 25 giugno 2011 al Teatro antico di Taormina ed è stata condotta da Miriam Leone.
Le candidature sono state rese note il 27 maggio 2011 presso Villa Medici, sede dell'Académie de France a Roma. Il maggior numero di candidature (sette) è stato ottenuto da Habemus Papam di Nanni Moretti, che ha poi ricevuto anche il maggior numero di premi (sei), compreso quello per il regista del miglior film.
Il Nastro dell'anno, assegnato al film che rappresenta nella sua eccezionalità il "caso" artistico e produttivo dell'annata, è andato a Noi credevamo di Mario Martone.

## Vincitori e candidati
I vincitori sono indicati in grassetto, a seguire gli altri candidati.

### Regista del miglior film
- Nanni Moretti – Habemus Papam
- Marco Bellocchio – Sorelle Mai
- Saverio Costanzo – La solitudine dei numeri primi
- Claudio Cupellini – Una vita tranquilla
- Pasquale Scimeca – Malavoglia

### Migliore commedia
- Nessuno mi può giudicare, regia di Massimiliano Bruno
- Benvenuti al Sud, regia di Luca Miniero
- Boris - Il film, regia di Giacomo Ciarrapico, Mattia Torre e Luca Vendruscolo
- Che bella giornata, regia di Gennaro Nunziante
- Femmine contro maschi, regia di Fausto Brizzi
- Gianni e le donne, regia di Gianni Di Gregorio
- Immaturi, regia di Paolo Genovese
- La banda dei Babbi Natale, regia di Paolo Genovese
- La vita facile, regia di Lucio Pellegrini
- Maschi contro femmine, regia di Fausto Brizzi
- Qualunquemente, regia di Giulio Manfredonia
- Senza arte né parte, regia di Giovanni Albanese

### Miglior regista esordiente
- Alice Rohrwacher – Corpo celeste
- Aureliano Amadei – 20 sigarette
- Massimiliano Bruno – Nessuno mi può giudicare
- Ascanio Celestini – La pecora nera
- Edoardo Leo – 18 anni dopo

### Migliore produttore
- Nanni Moretti e Domenico Procacci – Habemus Papam
- Tilde Corsi, Gianni Romoli e Claudio Bonivento in collaborazione con RAI Cinema – 20 sigarette
- Medusa Film e Cattleya – Benvenuti al Sud
- Fabrizio Mosca – Una vita tranquilla e Into Paradiso
- Pietro Valsecchi – Che bella giornata

### Migliore soggetto
- Nanni Moretti, Federica Pontremoli e Francesco Piccolo – Habemus Papam
- Pupi Avati – Una sconfinata giovinezza
- Paolo Genovese – Immaturi
- Filippo Gravino – Una vita tranquilla
- Roberta Torre – I baci mai dati

### Migliore sceneggiatura
- Massimo Gaudioso – Benvenuti al Sud
- Massimiliano Bruno ed Edoardo Falcone con la collaborazione di Fausto Brizzi – Nessuno mi può giudicare
- Antonio Capuano – L'amore buio
- Daniele Gaglianone – Pietro
- Pasquale Scimeca e Nennella Buonaiuto con la collaborazione di Tonino Guerra – Malavoglia

### Migliore attore protagonista
- Kim Rossi Stuart – Vallanzasca - Gli angeli del male
- Claudio Bisio e Alessandro Siani – Benvenuti al Sud
- Raoul Bova – Nessuno mi può giudicare
- Toni Servillo – Una vita tranquilla e Il gioiellino
- Emilio Solfrizzi – Se sei così ti dico sì

### Migliore attrice protagonista
- Alba Rohrwacher – La solitudine dei numeri primi
- Paola Cortellesi – Nessuno mi può giudicare e Maschi contro femmine
- Angela Finocchiaro – La banda dei Babbi Natale e Benvenuti al Sud
- Donatella Finocchiaro – Manuale d'amore 3 e Sorelle Mai
- Isabella Ragonese – Il primo incarico

### Migliore attore non protagonista
- Giuseppe Battiston – La passione, Figli delle stelle e Senza arte né parte
- Giorgio Colangeli – La donna della mia vita e Tatanka
- Geppy Gleijeses – Gorbaciof
- Ricky Memphis e Maurizio Mattioli – Immaturi
- Rocco Papaleo – Che bella giornata

### Migliore attrice non protagonista
- Carolina Crescentini – Boris - Il film e 20 sigarette
- Anita Caprioli e Pasqualina Scuncia – Corpo celeste
- Anna Foglietta – Nessuno mi può giudicare
- Marta Gastini – Il rito (The Rite)
- Valentina Lodovini – Benvenuti al Sud

### Migliore fotografia
- Alessandro Pesci – Habemus Papam
- Arnaldo Catinari – Vallanzasca - Gli angeli del male
- Fabio Cianchetti – La solitudine dei numeri primi
- Duccio Cimatti – Malavoglia
- Michele Paradisi – Tatanka

### Migliore scenografia
- Paola Bizzarri – Habemus Papam
- Sabrina Balestra – Il primo incarico
- Antonello Geleng e Marina Pinzuti Ansolini – La solitudine dei numeri primi
- Francesco Frigeri – Amici miei - Come tutto ebbe inizio
- Giuliano Pannuti – Una sconfinata giovinezza

### Migliori costumi
- Lina Nerli Taviani – Habemus Papam
- Loredana Buscemi – I baci mai dati
- Roberto Chiocchi – Qualunquemente
- Alfonsina Lettieri – Amici miei - Come tutto ebbe inizio
- Francesca Sartori – La passione

### Migliore montaggio
- Consuelo Catucci – Vallanzasca - Gli angeli del male
- Esmeralda Calabria – Habemus Papam
- Francesca Calvelli – Sorelle Mai e La solitudine dei numeri primi
- Jacopo Quadri – Gangor
- Marco Spoletini – Corpo celeste e La banda dei Babbi Natale

### Migliore sonoro in presa diretta
- Mario Iaquone – Il gioiellino e 20 sigarette
- Emanuele Cecere – L'amore buio
- Valentino Giannì – La vita facile
- Maricetta Lombardo – Malavoglia
- Vito Martinelli – Pietro e Tatanka

### Migliore colonna sonora
- Negramaro – Vallanzasca - Gli angeli del male
- Pasquale Catalano – La versione di Barney (Barney's Version) e L'amore buio
- Massimiliano Pani e Franco Serafini – La banda dei Babbi Natale
- Francesco Sarcina – La scuola è finita
- Carlo Siliotto – Il padre e lo straniero

### Migliore canzone originale
- Amami di più di Francesco Cerasi, Emilio Solfrizzi e Alessio Bonomo cantata da Emilio Solfrizzi – Se sei così ti dico sì
- Che bella giornata di Luca Medici cantata da Checco Zalone – Che bella giornata
- Follia d'amore di Raphael Gualazzi – Manuale d'amore 3
- Immaturi di Alex Britti – Immaturi
- Vuoto a perdere di Gaetano Curreri e Vasco Rossi cantata da Noemi – Femmine contro maschi

### Migliore film europeo
- Il discorso del re (The King's Speech), regia di Tom Hooper
- Another Year, regia di Mike Leigh
- In un mondo migliore (Hævnen), regia di Susanne Bier
- Potiche - La bella statuina (Potiche), regia di François Ozon
- Uomini di Dio (Des hommes et des dieux), regia di Xavier Beauvois

### Migliore film extraeuropeo
- Hereafter, regia di Clint Eastwood
- Il cigno nero (Black Swan), regia di Darren Aronofsky
- Inception, regia di Christopher Nolan
- The Social Network, regia di David Fincher
- Un gelido inverno (Winter's Bone), regia di Debra Granik

### Nastro dell'anno
(riconoscimento speciale assegnato al film che rappresenta nella sua eccezionalità il "caso" artistico e produttivo dell'annata)
- Noi credevamo, regia di Mario Martone («non solo come film caso in controtendenza nell'anno della commedia, ma per il valore e l'impegno che esprime, oltre il cinema, in un passaggio storico centrale nella vita della Repubblica Italiana, a 150 anni dall'Unità del Paese»)[3]

### Nastro d'argento europeo
- Michel Piccoli – Habemus Papam[4]
- Valeria Bruni Tedeschi

### Nastro d'argento speciale della 65ª edizione
- Pupi Avati («per la sua Sconfinata giovinezza cinematografica e soprattutto per un film che affronta con delicatezza e straordinaria intensità un tema personale e sociale importante, cinematograficamente inedito»)[5]

### Nastro d'argento speciale alla carriera
- Emidio Greco
- Fulvio Lucisano
- Marina Piperno

### Nastro d'argento al miglior documentario
- 1960, regia di Gabriele Salvatores
- Io sono Tony Scott, ovvero come l'Italia fece fuori il più grande clarinettista del jazz, regia di Franco Maresco
- Niente paura, regia di Piergiorgio Gay
- Noi che siamo ancora vive, regia di Daniele Cini
- This is my Land... Hebron, regia di Giulia Amati e Stephen Natanson

### Targa per il miglior documentario sul cinema
- Dante Ferretti scenografo italiano, regia di Gianfranco Giagni
- Ritratto di mio padre, regia di Maria Sole Tognazzi
- Ennio Flaiano: il meglio è passato, regia di Steve Della Casa e Giancarlo Rolandi
- Liliana Cavani, una donna nel cinema, regia di Peter Marcias
- Vittorio racconta Gassman, una vita da mattatore, regia di Giancarlo Scarchilli

### Premio Guglielmo Biraghi
- Vinicio Marchioni - 20 sigarette
- Sarah Felberbaum - Il gioiellino
- Chiara Francini - Maschi contro femmine
- Francesco Montanari - Sotto il vestito niente - L'ultima sfilata
- Francesco Di Leva - Una vita tranquilla